# Willem van Cuijk (1265-1303)
Willem van Cuijk (1265 - 12 augustus 1303) was de zoon van Jan I van Cuijk en verkreeg de heerlijkheden Hoogstraten en Wortel in 1295 door huwelijk met Sophie van Gemmenich, dochter van Wennemar van Gemmenich. Het geslacht van Cuijk zal tot 1442 de heerlijkheden Hoogstraten en Wortel in bezit hebben (zie Jan V van Cuijk).
Hij werd getroffen door een pijl tijdens een aanval op Maastricht op 13 juni 1303. Hij stierf op 12 augustus 1303. Zijn vrouw bestuurde Hoogstraten tot hun zoon Jan meerderjarig was.